# Cruz Verde (La Matanza)

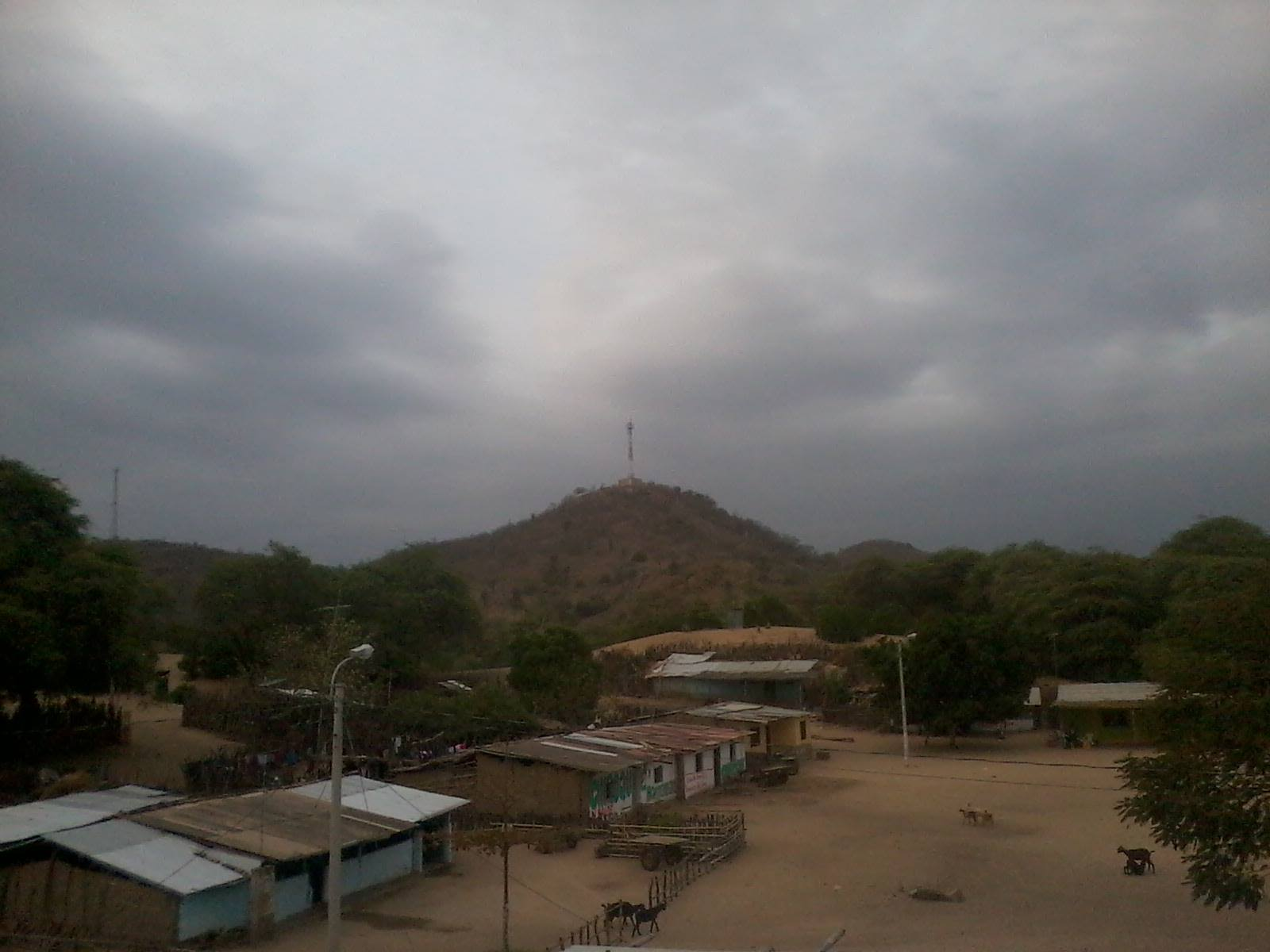
Vista del poblado

Cruz Verde es un caserío peruano ubicado en el distrito de La Matanza, perteneciente a la provincia de Morropón del departamento de Piura, al norte del Perú.

## Demografía
En 2017 Cruz Verde tenía una población de 354 habitantes.
| Gráfica de evolución demográfica de Cruz Verde entre 1993 y 2017 |
|                                                                  |
| Fuentes: Población 1993 y 2017                                   |